# Sebastian Sfârlea
Sebastian Sfârlea (n. 26 iulie 1981, Oradea, România) este un jucător român de fotbal care evoluează la Dacia Mioveni.